# Empria basalis
Empria basalis är en stekelart som beskrevs av Lindqvist 1968. Empria basalis ingår i släktet Empria, och familjen bladsteklar. Det är osäkert om arten förekommer i Sverige.